# Ricourt
Ricourt är en kommun i departementet Gers i regionen Occitanien i sydvästra Frankrike. Kommunen ligger i kantonen Marciac som tillhör arrondissementet Mirande. År 2022 hade Ricourt 47 invånare.

## Befolkningsutveckling
Antalet invånare i kommunen Ricourt
Referens:INSEE